# سوسلان دائوروف
سوسلان دائوروف (روسی: Сослан Тамазович Дауров؛ زادهٔ ۱۵ ژانویه ۱۹۹۱) کشتی‌گیر اهل بلاروس است.
وی در مسابقات کشوری و بین‌المللی در مجموع برندهٔ ۱ مدال نقره، ۲ مدال برنز شده‌است.